# Lavni tuneli Gomunorum
Sistem lavnih tunelov Gomunorum (korejsko 거문오름 용암동굴계) je med Sonhul-ri, Džočon-up in Voljong-ri, Gujva-up, mesto Čedžu, provinca Čedžu, Južna Koreja. Ta sistem lavnih tunelov se nanaša na vrsto cevi, ki so nastale zaradi več starodavnih izbruhov bazaltne lave iz vulkana Gomunorum (nadmorska višina 456 m). Od leta 2007 je del Unescovega seznama svetovne dediščine Vulkanski otok Čedžu in lavni tuneli, skupaj z vulkanom Hallasan in tufnim stožcem Songsan Ilčulbong.
Sistem lavskih cevi je značilen po bogastvu lavskih formacij in mineralnih nahajališč. Cevi imajo večbarvne strope in tla, ki dobijo barvo zaradi različnih karbonatov. Stene so temne barve, nastale so zaradi lave in so delno okrašene z usedlinami karbonata. Poleg tega je v sistemu lavskih cevi Gomunorum mogoče najti vrsto različnih kapnikov.

## Izvor
Sistem lavnih cevi Gomunorum je verjetno nastal pred 100.000 in 300.000 leti. V tem obdobju je prišlo do ponavljajočih se izbruhov bočnega vulkana Gomunorum, ki je na nadmorski višini 456 m na vzhodnem pobočju Hallasana. Izbruhnjeni tokovi lave so sledili smeri sever-severovzhod približno 13 km, ko so se spuščali do obale. Čeprav so ti lavni tuneli izjemno veliki in starodavni, so notranje morfološke značilnosti dobro ohranjene, notranja pokrajina pa velja za izjemno.

## Posamezne lavne cevi
Sistem sestavljajo že prej znane posamezne cevi Sonhul-sudžikdongul, Bengdvi-gul, Bukorum-dongul, Derim-dongul, Mangdžang-gul, Gimnjong-gul, Jongčeon-dongčgul in Dangčomul-dončggul.

### Bengdvi-gul
4481 m dolga lavna cev je bila odkrita leta 1987, prva pa ga je raziskovala Univerza Dongkuk med letoma 1988 in 1994. Labirintna cev je nastala zaradi ponavljajočih se izbruhov vulkana Gomunorum in ima najbolj zapleteno obliko med znanimi lavnimi cevmi na Čedžuju. Med izbruhi vulkana je njegova lava pāhoehoe tekla proti severu, severovzhodu in severozahodu. Nastali so številni pritoki in veje lavnega toka – včasih na več ravneh – ki so se kasneje združili v en sam tok. Cev, ki ni odprta za javnost, vsebuje dobro ohranjene strukture, vključno s komorami in lavnimi stalaktiti. Cev je približno 300 do 350 m nadmorske višine, tik pod zemeljsko površino. Zaradi bližine zemeljske površine se je strop jame zrušil na 16 mestih. 13 vlomov služi kot vhodi v cev. Cev je habitat 37 vrst. Die Röhre ist der Lebensraum von 37 Arten.

### Mangdžang-gul
7416 m dolgo, do 23 m široko in do 30 m visoko lavino cev je prvi raziskal Boo Jong-hyu leta 1946. Toda šele leta 1970 so približno 200.000 do 300.000 let staro cev izmerile in pregledale različne korejske in japonske raziskovalne skupine. Cev poteka na dveh nivojih. Spodnja cev je dolga 5296 m in je glavna cev. Zgornja cev je dolga 2120 m. Del predora, dolg približno 1 km, je bil za javnost odprt leta 1967. Vsebuje številne dobro ohranjene strukture, ki jih je oblikovala lava, kot so stalaktiti in stebri, med drugim. V cevi je največji lavni steber na svetu. V cevi živi 38 vrst in vsaj 30.000 netopirjev. Ta populacija je največja znana populacija netopirjev v Južni Koreji

### Gimnjong-gul
Vhod v 705 m dolgo, 4 m široko in do 12 m visoko lavino cev (imenovano tudi Gimnjong-sagul ali Sagul (kačja jama)) je le 90 m pod izhodom Mandžang-gula. Med obema cevema je zrušen kos, zato se domneva, da sta obe cevi nekoč tvorili eno cev. Konec lavine cevi v obliki črke S je zaprt s kamnino. Na dnu cevi so karbonatne usedline in pesek. To prihaja iz peščenih sipin, ki so blizu vhoda na koncu cevi. Podzemna železnica je bila odprta za javnost do leta 1991, nato pa je bila zaradi varnostnih razlogov zaprta.
Izraz Sagul izvira iz legende. Po legendi je v cevi živela velika kača, ki je na deželo prinašala naravne nesreče. Da bi preprečili nesreče, so morali vsako leto kači darovati 15-letno deklico. Sodnik Lin Seo je leta 1515 ubil kačo in od takrat so ljudje živeli v miru. Na vhodu v podzemno železnico so postavili spomenik v čast Lin Seu.

### Jngčon dongul
Približno 2500 m dolga, od 7 do 15 m široka in od 1,5 do 20 m visoka lavina cev je bila odkrit po naključju med gradbenimi deli leta 2005. Njen gorvodni konec je blokiran s peskom in je bil verjetno povezan z lavno cevjo Gimnjong, tako da sta obe cevi prvotno tvorili eno lavino cev. Od 100.000 do 300.000 let stara cev poteka od severovzhoda proti jugozahodu, deloma na dveh nivojih. V cevi lahko najdemo različne skalne formacije, ki jih je oblikovala lava, lavini stalaktiti in stalagmiti, lavini slapovi in izvirska jezera. Na dnu zadnjega izliva lave je jezero (Jezero tisočletja) z dolžino 200 m, širino od 7 do 15 m in globino med 6 in 15 m. Na tleh in stropu so sekundarni kapniki, kot so stalaktiti, stalagmiti in še veliko več. Kapniki so nastali iz kalcija in karbonatov, ki jih je deževnica sprala s peska nad cevjo.
V lavni cevi niso našli le kapnikov, temveč tudi različne zgodovinske, umetne predmete, kot so: npr. glinene posode, orodje in bakle. Na podlagi posod in z določitvijo starosti bakel z radiokarbonsko metodo je bilo dokazano, da so ljudje vstopili v cev okoli leta 605 n. št., v času kraljestva Sila. Verjetno je imela cev poseben pomen zaradi sladkovodnih jezer, saj je sladko vodo na Čedžuju težko najti. Prav tako velja prepričanje, da je bila cev za ljudi tistega časa sveti kraj, kjer so se izvajali tudi verski obredi. Blokada s peskom je kasneje preprečila vstop v cev.

### Dangčomul-dongul
Lavna cev, odkrita med izkopavanji leta 1995, je dolga 110 m, široka med 5,5 in 18,4 m ter visoka med 0,3 in 2,7 m. Kmet je s težkim orodjem prebil strop od 100.000 do 200.000 let stare cevi. Ima ravno dno in obokan prečni prerez. Njen strop je prekrit z Lava Excentriques. Poleg ekscentrikov lahko v cevi najdemo tudi različne kapnike. Te so oblikovali karbonati, ki so bili izprani iz peščenih sipin in so v cev vstopili skozi razpoke in drevesne korenine. V cevi so slamice, stalaktiti, stalagmiti, stebri, sigasti kamen, sigasti bazeni in lunino mleko. V cevi živi 13 vrst. Cev ni odprta za javnost. Znanstvene študije so bile izvedene leta 2000.

## Ekosistem
Cevi sistema Gomunorum zagotavljajo raznolike habitate za žive organizme. Do danes so v lavnih ceveh odkrili 64 vrst. Od teh 64 vrst je 23 vrst pajkov in 11 vrst žuželk.
Posebej pomembni so:
- dvonožni Epanerchodus clavisetosus,
- Opilio pentaspnulatus,
- jamski pajek Nesticella quelpartensis,
- Heteropoda koreana in
- močerad Hynobius quelpartiens

Od teh bitij pajke in stonoge najdemo le na Čedžuju.
V lavnih ceveh Bengdvi in Mandžang živijo v velikih populacijah tri vrste netopirjev. V lavnem tunelu Mandžang živi približno 30.000 netopirjev vrste Miniopterus schreiberisi fuliginosus. Ta populacija je največja populacija netopirjev v Južni Koreji. Poleg velikih populacij v lavnem tunelu Gimnjong najdemo tudi majhne populacije dveh vrst netopirjev.

## Unescova svetovna dediščina
Sistem lavnih cevi Gomunorum je bil leta 2007 dodan na seznam svetovne dediščine. Razlogi za sprejetje vloge poudarjajo posebno lepoto lavnih cevi.
»Sistem lava tunelov Gomunorum, ki velja za najlepši tovrstni jamski sistem na svetu, ima izjemen vizualni učinek tudi na tiste, ki so se s takimi pojavi že srečali. Prikazuje edinstven spektakel večbarvnih karbonatnih okraskov, ki krasijo strehe in tla, ter temno obarvanih lava zidov, delno prekritih z muralom karbonatnih usedlin.« Odbor za svetovno dediščino: Sklep - 31COM 8B.12